# US Tataouine
El US Tataouine (en árabe: الاتحاد الرياضي بتطاوين‎) es un equipo de fútbol de Túnez que juega en la CLP-1, la primera división de fútbol en el país.

## Historia
Fue fundado en 1996 en la ciudad de Tataouine tras la fusión de los equipos Stade Tataouine con el JS Rogba y es el club de fútbol que representa a la ciudad en los torneos en Túnez.
El club inició en la segunda división en su primera temporada (1996/97), donde pasó vagando por categorías, incluso descendiendo una vez a la quinta categoría hasta que a partir de la temporada 2011/12 comenzó a tener varios ascensos que lo llevaron hasta la CLP-1 para la temporada 2016/17, su primera temporada en la máxima categoría.

## Palmarés
- Ligue III - Sud: 1

2014/15
- Cuarta Liga Regional: 2

2001/02, 2012/13
- Quinta Liga Regional: 1

2011/12